# Tithi Bhattacharya
Pour les articles homonymes, voir Bhattacharya.
Tithi Bhattacharya est une enseignante-chercheuse spécialisée dans l'histoire de l'Asie du Sud à l'université Purdue dans l'Indiana (États-Unis).   
Figure éminente du féminisme marxiste, elle est l'une des organisatrices de la Grève internationale des femmes du 8 mars 2017.  Elle milite également pour les droits des Palestiniens, encourageant la politique de Boycott, désinvestissement et sanctions (BDS). 
En 2019, elle a fait une tournée en France pour présenter son manifeste Féminisme pour les 99% et est intervenue à l'École Normale Supérieure de Paris,, ainsi qu'à la librairie La Brèche. 

## Ouvrages
- Sentinels of Culture: Class, Education and the Colonial Intellectual in Bengal, Oxford University Press, 2005.
- Social Reproduction Theory: Remapping Class, Recentring Oppression, Pluto Press, 2017 traduit en français sous le titre Avant 8 heures, après 17 heures, Capitalisme et reproduction sociale, éditions blast[6], 2020.
- Féminisme pour les 99% - un manifeste, co-autrice avec Cinzia Arruzza et Nancy Fraser, en français aux éditions La Découverte, 2019[7].